# 圣艾尼昂勒雅亚尔
圣艾尼昂勒雅亚尔（法語：Saint-Aignan-le-Jaillard，法語發音：[sɛ̃.t‿ɛɲɑ̃ lə ʒajaʁ]）是法国卢瓦雷省的一个市镇，属于奥尔良区。

## 地理
圣艾尼昂勒雅亚尔（47°44'33"N, 2°26'21"E）面积24.31 平方千米，位于法国中央-卢瓦尔河谷大区卢瓦雷省，该省份为法国中北部省份，北起埃松省，西北接厄尔-卢瓦省，西南接卢瓦-谢尔省，南至涅夫勒省和谢尔省，东临约讷省，东北接塞纳-马恩省。
与圣艾尼昂勒雅亚尔接壤的市镇（或旧市镇、城区）包括：圣弗洛朗、利翁昂叙利亚斯、卢瓦尔河畔乌祖埃、羅亞爾河畔敘利、维勒米尔兰。

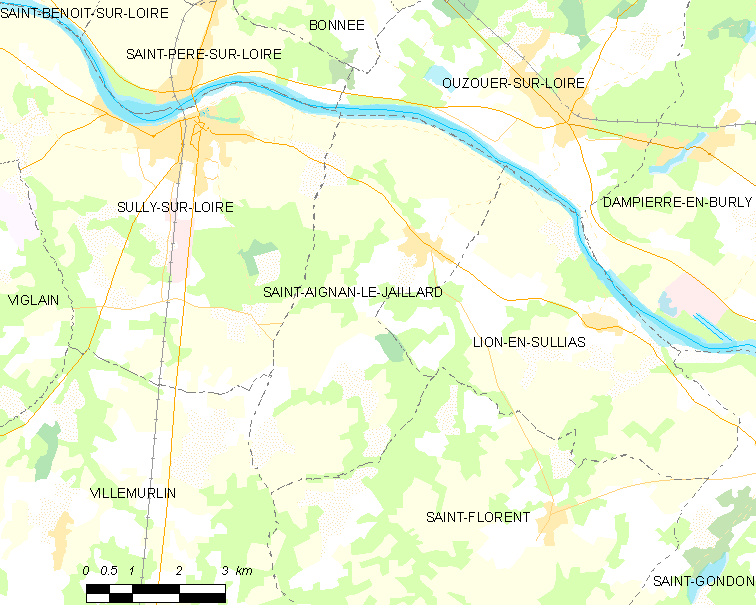
圣艾尼昂勒雅亚尔的OSM定位图

圣艾尼昂勒雅亚尔的时区为UTC+01:00、UTC+02:00（夏令时）。

## 行政
圣艾尼昂勒雅亚尔的邮政编码为45600，INSEE市镇编码为45268。

## 政治
圣艾尼昂勒雅亚尔所属的省级选区为卢瓦尔河畔叙利县。

## 人口

1962-2008年间圣艾尼昂勒雅亚尔人口变化图示

圣艾尼昂勒雅亚尔于2022年1月1日时的人口数量为602人。